# Oliver Kirch
Oliver Kirch (ur. 21 sierpnia 1982, Soest, Niemcy) – niemiecki piłkarz grający na pozycji pomocnika lub obrońcy w klubie Borussii Dortmund.
Karierę zaczynał w klubie piłkarskim SpVgg Vreden. Następnie grał w SC Verl, występującym wówczas w Regionalidze. W wieku 21 lat trafił do pierwszoligowej Borussia Mönchengladbach. 
W sezonie 2006/2007 wszedł w skład podstawowego składu drużyny. Przed sezonem 2007/2008 został zakupiony na zasadzie wolnego transferu przez Arminii Bielefeld, gdzie występował w pierwszym zespole na pozycji obrońcy. W 2010 roku odszedł do 1. FC Kaiserslautern. W 2012 roku Oliver został pozyskany przez Mistrza Niemiec Borussię Dortmund. Zadebiutował 24 sierpnia 2012 roku w meczu z Werderem Brema.